# Traité Liévano-Boyd
Le traité Liévano-Boyd est signé le 20 novembre 1976 entre la Colombie et le Panama. 

## Description
Le traité Liévano-Boyd délimite la frontière maritime entre les deux pays,.